# Francis Rawdon-Hastings, 1:e markis av Hastings
Francis Rawdon-Hastings, earl av Moira, sedan 1817 förste markis av Hastings, var en brittisk krigare och statsman, född 1754, död 1826. Han hette ursprungligen "Rawdon" och härstammade endast på mödernet från släkten Hastings Huntingdon-gren. 
Han deltog med utmärkelse 1775–1781 i kriget mot de nordamerikanska kolonierna, blev 1782 överste och 1783 brittisk peer (baron Rawdon), tillhörde den utsvävande prinsens av Wales förtroligaste umgänge och ärvde 1793 sin faders irländska
titel earl av Moira. 1793 och 1794 anförde han med föga framgång engelska expeditioner till Bretagne och Flandern, blev 1803 general och 1806 generalfälttygmästare (master of the ordnance). Hastings var 1813–1822 generalguvernör i Bengalen. Kriget mot Nepal 1814–1816, utrotandet av de fruktade rövarbanden Pindaris och befästandet av det brittiska väldet i mellersta Indien genom maratternas  slutliga besegrande (1817–1818) är de viktigaste tilldragelserna under hans indiska ämbetstid. Från 1824 till sin död var Hastings guvernör på Malta. Jfr Ross, "The marquess of Hastings" (i serien "Rulers of India", 1893).